# 코모로 요리

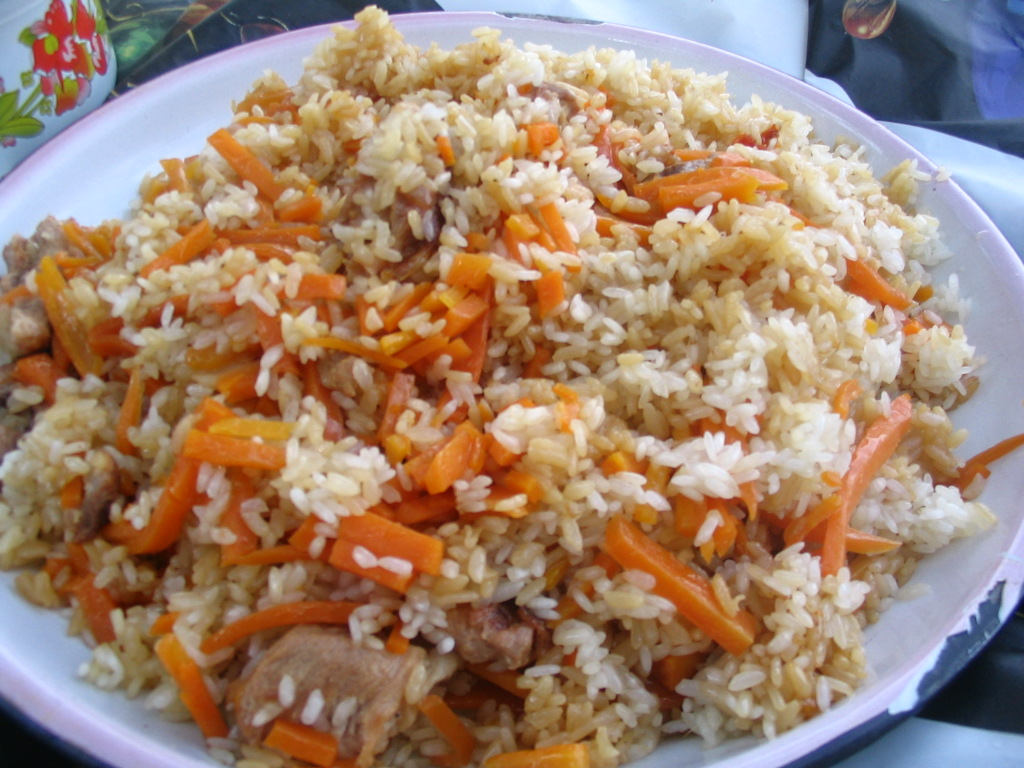

코모로 요리(Comoro 料理, 코모로어: shahula Komori 샤훌라 코모리, 프랑스어: cuisine comorienne 퀴진 코모리엔[*], 아랍어: مطبخ جزر القمر 마트바크 주주르 알쿠무르[*])는 남아프리카·인도양에 있는 코모로의 요리이다.

## 같이 보기
- 아랍 요리
- 아프리카 요리